# Seleção Francesa de Basquetebol
A Seleção Francesa de Basquetebol é a seleção de basquete que representa a França. Ela é administrada pela Fédération Française de Basket-Ball.
A França já participou de 38 edições da EuroBasket sendo a seleção que mais participou deste campeonato, obtendo a medalha de ouro em 2013 e duas medalhas de prata em 1949 e 2011. A seleção francesa já obteve duas medalhas de prata nos Jogos Olímpicos em 1948 e 2000. O melhor resultado obtido no Campeonato Mundial aconteceu em 2014, terminando em terceiro lugar.

## História

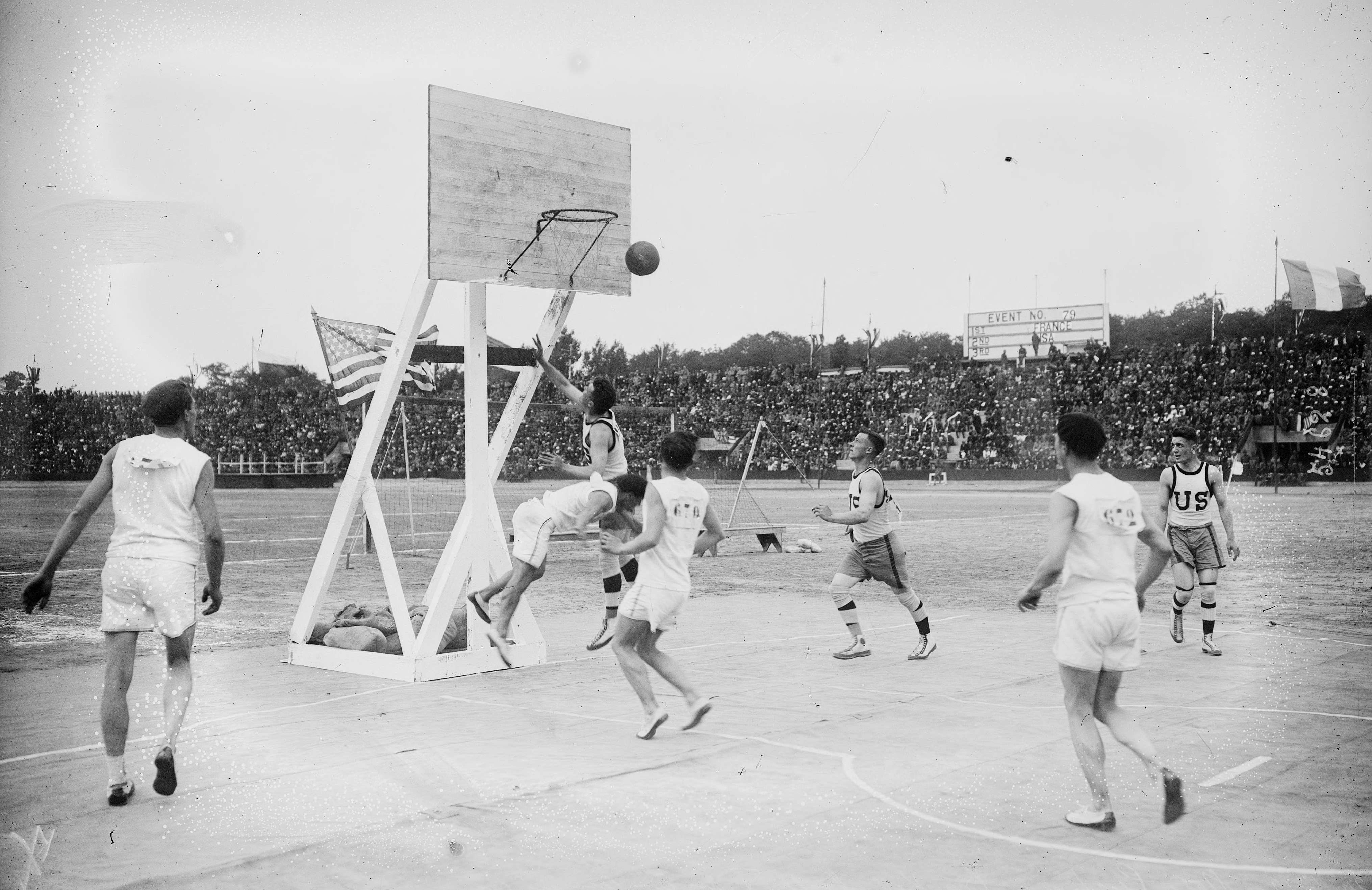
Seleção francesa em 1919

Ao longo de sua história, a equipe de basquete nacional da França passou por muitos altos e baixos. Os períodos de tempo em que a equipe nacional ganhou medalhas têm sido bastante oscilantes.
Na Europa, a seleção francesa iniciou como uma grande potência na modalidade. O time obteve cinco medalhas na EuroBasket entre 1937 e 1959.

1937:      Medalha de Bronze.

1947:      Medalha de Prata.

1949:      Medalha de Bronze.

1953:      Medalha de Bronze.

1959:      Medalha de Bronze.

Seu período de glória no cenário mundial começou no final de 1940/início de 1950.
No Jogos Olímpicos de 1948, a equipe liderada pelo francês Robert Busnel ganhou a medalha de prata, a primeira medalha olímpica de sua história. A seleção terminou em segundo lugar apenas para o Estados Unidos.
No caminho dessa medalha olímpica, a França, liderada pelo capitão André Vacheresse, ganhou três medalhas consecutivas, incluindo prata no EuroBasket 1949, e bronze no EuroBasket 1951 e EuroBasket 1953. 

Os anos seguintes foram menos gloriosos. O time de basquete da França aparentemente diminuiu gradualmente a desaparecer quase que completamente das duas competições mundiais durante os anos 1960 e 1970.
Em seguida, os anos 80 foram marcados por uma geração de esperança, contando em seu elenco com ícones do basquete francês, como Richard Dacoury, Stephane Ostrowski e Herve Dubuisson.
Durante esta década, a França retornou aos Jogos Olímpicos em 1984 e ao Campeonato Mundial de 1986.
Durante os anos 90, a seleção francesa teve seus momentos para brilhar, apesar de alguns problemas internos e muitas lesões de jogadores-chave. Nos encontros europeus, a equipe não ganhou uma medalha apesar de algumas boas atuações. Os anos de 1999 e 2000, no entanto, marcou uma reviravolta para o basquete francês. A equipe girou em torno de Antoine Rigaudeau, Tariq Abdul-Wahad, Laurent Sciarra, Jim Bilba, Laurent Foirest terminou no top 4 da EuroBasket 1999, na França e só perdeu para Iugoslávia (74-62), apesar de alguns problemas internos que balançaram o grupo de jogadores. Em 2000, a França disputou os Jogos Olímpicos de Sydney, cheia de ambição, com métodos para conquistar a tão sonhada medalha de ouro. No final do torneio na Austrália, a seleção de Jean-Pierre de Vincenzi ganhou a medalha de prata.

## Medalhas
- Jogos Olímpicos
  -  Prata (4): 1948, 2000, 2020 e 2024

- Campeonato Mundial
  -  Bronze (1): 2014

- EuroBasket
  -  Ouro (1): 2013
  -  Prata (2): 1949 e 2011
  -  Bronze (6): 1937, 1951, 1953, 1959, 2005 e 2015

## Elenco atual
- Baseado no elenco que disputa o Campeonato Mundial de Basquetebol de 2014.